# Hamodes amabilis
Hamodes amabilis là một loài bướm đêm trong họ Noctuidae.